# Romano Bajlo
Romano Bajlo (Zadar, 16. ožujka 1946. – Zadar, 23. studenog 2023.) bio je hrvatski i jugoslavenski veslački reprezentativac i trener.

## Biografija

### Veslačka karijera
Rodio se 16. ožujka 1946. u Zadru. Članom Veslačkog kluba Jadran Zadar postao je u travnju 1964. godine. Tijekom uspješne veslačke karijere osvojio je mnoge medalje i odličja. Kao član jugoslavenske reprezentacije nastupio je 1969. godine na svjetskom prvenstvu u Klagenfurtu (Austrija) u osmercu seniora (8+SM), 1970. na svjetskom prvenstvu u St. Catharines (Ontario, Kanada) u dvojac s kormilarom (2+SM ), 1971. na europskom prvenstvu u Kopenhagenu (Danska) u osmercu (8+SM), 1972. na XX. Olimpijskim igrama u Münchenu (SR Njemačka) u osmercu (8+SM), te 1973. na europskom prvenstvu u Moskvi (SSSR) u dvojac s kormilarom (2+SM ).

### Trenerska karijera
Nakon sportske i reprezentativne karijere, 1975. godine započeo je s trenerskim radom u svom matičnom klubu, a kasnije i u reprezentacijama Jugoslavije, te Hrvatske. Godine 1979. na Pedagoškoj akademiji u Rijeci stekao je i zvanje nastavnika tjelesne kulture, a na Kineziološkom fakultetu Sveučilišta u Zagrebu zvanje trenera. Bio je izrazito aktivan u Veslačkom savezu Jugoslavije, a kasnije i u Hrvatskom veslačkom savezu. Tako je na XXV. Olimpijskim igrama u Barceloni (Španjolska) 1992. godine obnašao dužnost direktora hrvatske veslačke reprezentacije. Umirovio se 2011. godine.

### Smrt
Preminuo je 23. studenog 2023. godine u Zadru. Sahranjen je 27. studenog 2023. na Gradskom groblju u Zadru.